# 希尔达
希尔达（德語：Schilda，發音：[ˈʃɪlda]）是德国勃兰登堡州易北-埃尔斯特县的市镇，面积8.69平方千米，2023年12月31日人口为431人。